# Greg Rikaart
Gregory Andrew "Greg" Rikaart es un actor estadounidense, más conocido por interpretar a Kevin Fisher en la serie The Young and the Restless. 

## Biografía
Tiene una hermana llamada, Keri Rikaart.
Greg es gay, desde junio del 2013 sale con Robert Sudduth.

## Carrera
En el 2002 apareció en varios episodios de la serie Dawson's Creek donde interpretó al estudiante David hasta el 2003.
En el 2003 obtuvo un pequeño papel en la película X-Men 2 donde interpretó a un joven en el museo. 
El 11 de julio del mismo año se unió al elenco principal de la telenovela The Young and the Restless donde interpreta a Kevin Fisher, hasta ahora. El 4 de mayo de 2017 se anunció que Greg dejaría la serie ese mismo año después de interpretar a Kevin por 14 años.

## Filmografía

### Series de televisión
| Año           | Título                     | Personaje      | Notas                                  |
| ------------- | -------------------------- | -------------- | -------------------------------------- |
| 2003-presente | The Young and the Restless | Joe Clark      | 1,314 episodios                        |
| 2013          | Bones                      | Jeffrey Baxter | episodio "The Cheat in the Retreat"    |
| 2008          | Imaginary Bitches          | Mark           | episodio "It's Totally What You Think" |
| 2007          | CSI: Miami                 | Scott LeBrock  | episodio "Chain Reaction"              |
| 2002 - 2003   | Dawson's Creek             | David          | 7 episodios                            |
| 2002          | As If                      | Josh           | episodio # 1.7                         |

### Películas
| Año  | Título  | Personaje | Notas |
| ---- | ------- | --------- | --- |
| 2003 | X-Men 2 | Joven     | junto a Patrick Stewart, Hugh Jackman, Ian McKellen, Halle Berry, Famke Janssen, James Marsden & Anna Paquin |

## Premios y nominaciones
| Año  | Categoría                                                                                         | Premio                  | Series                     | Resultado |
| ---- | ------------------------------------------------------------------------------------------------- | ----------------------- | -------------------------- | --------- |
| 2009 | Best Supporting Actor in a Daytime Serial                                                         | OFTA Television Award   | The Young and the Restless | Ganador   |
| 2009 | New Approaches - Daytime Entertainment (junto a Andrew Miller, Seth Adam Cohen & Nichole Millard) | Daytime Emmy Award      | Imaginary Bitches          | Nominados |
| 2008 | Best Supporting Actor in a Daytime Serial                                                         | OFTA Television Award   | The Young and the Restless | Nominado  |
| 2008 | Outstanding Supporting Actor in a Drama Series                                                    | Daytime Emmy Award      | The Young and the Restless | Nominado  |
| 2007 | Outstanding Supporting Actor in a Drama Series                                                    | Daytime Emmy Award      | The Young and the Restless | Nominado  |
| 2007 | Best Actor in a Daytime Serial                                                                    | OFTA Television Award   | The Young and the Restless | Ganador   |
| 2006 | Outstanding Supporting Actor in a Drama Series                                                    | Daytime Emmy Award      | The Young and the Restless | Nominado  |
| 2005 | Outstanding Supporting Actor in a Drama Series                                                    | Daytime Emmy Award      | The Young and the Restless | Ganador   |
| 2005 | Outstanding Younger Lead Actor                                                                    | Soap Opera Digest Award | The Young and the Restless | Nominado  |
| 2003 | Younger Actor - Daytime Drama                                                                     | Gold Derby TV Award     | The Young and the Restless | Nominado  |